# Mirebalais
Pour les articles homonymes, voir Mirebalais (région naturelle).

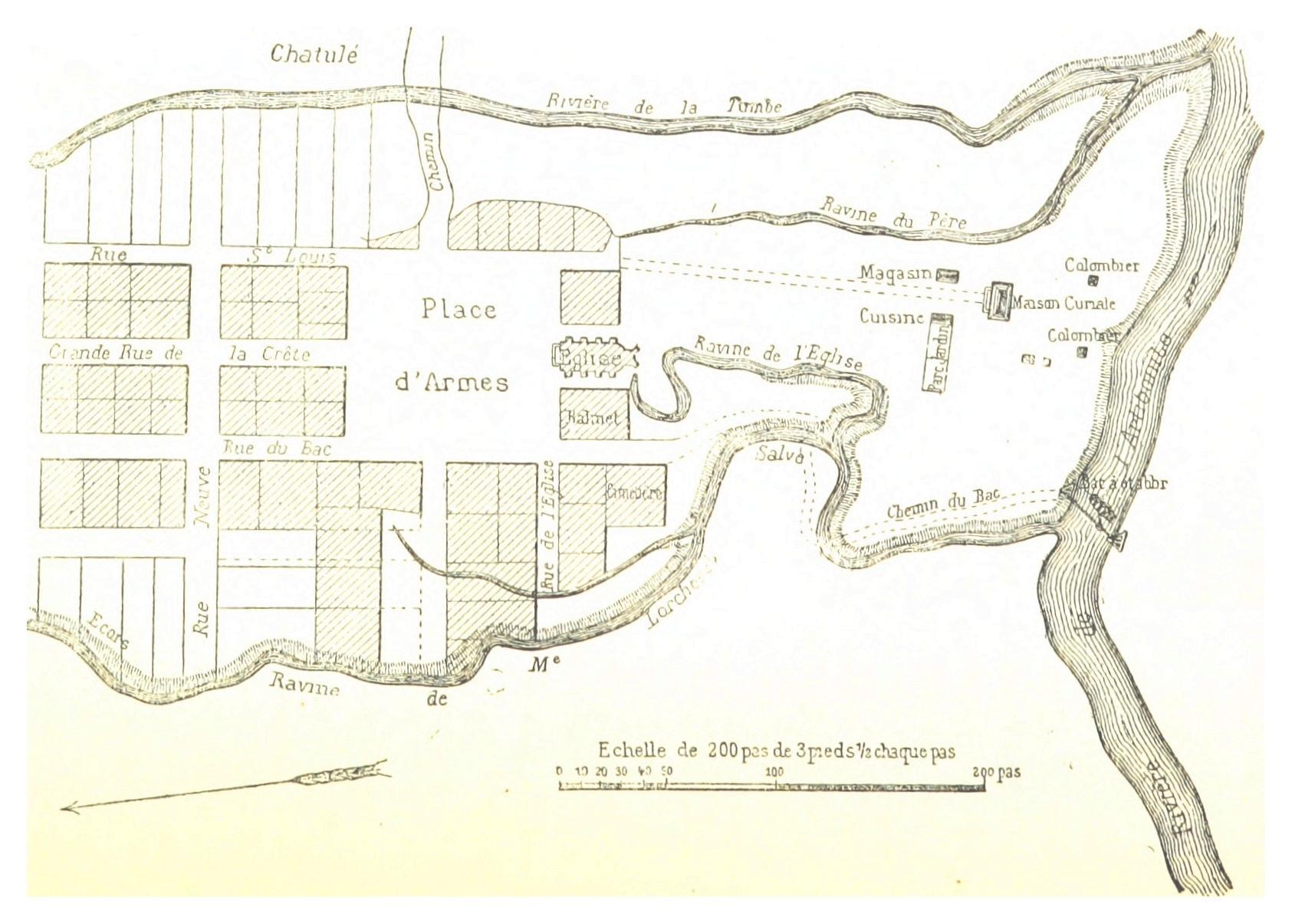
Plan de la ville de Mirebalais située à la confluence des rivières Artibonite et La Tombe.

Mirebalais (Mibalè en créole haïtien) est une commune d'Haïti située dans le département du Centre, arrondissement de Mirebalais.

## Toponymie
« Le Mirebalais a reçu ce nom, de l'immense quantité d’animaux sauvages que les premiers Français y trouvèrent et qui leur rappelèrent le petit pays appelé Mirebalais dans le Poitou, où quelques-uns d'entre eux avaient probablement vu le jour. » .

## Géographie
La ville s'est développée sur la rive droite du fleuve Artibonite, à une quinzaine de kilomètres en aval du barrage hydroélectrique de Péligre, à sa confluence avec la rivière La Tombe.

## Démographie
La commune est peuplée de 97 755 habitants(recensement par estimation de 2015).

## Administration
La commune est composée des sections communales de :
- Gascogne
- Sarazin
- Grand Boucan
- Crête Brûlée

## Économie
L'économie locale repose sur la culture du café, du citron vert, de la canne à sucre, du sisal, du coton, du pois-congo et du riz.

## Équipements
La commune de Mirebalais possède un petit hôpital d'une trentaine de lits employant plus de deux cents personnes.
Un nouvel hôpital universitaire d'une capacité de plus de 300 lits devrait être inauguré fin 2012, et devenir ainsi le plus grand centre médical d'Haïti. Sa gestion devrait être confiée à un partenariat public/privé entre les organisations humanitaires étrangères et le ministère de la Santé publique.

## Personnalités liées à la commune
- Benoît Batraville (1877-1920), enseignant et résistant haïtien à l'occupation américaine, exécuté par les Marines en 1920.
- Pierre Rateau, (directeur du lycée national de Mirebalais)
- Rosalie Bosquet, (maire de Mirebalais)
- Claudius Chevry (1897-1979), résistant haïtien à l'occupation américaine
- Félix Philippe, social-démocrate, insurgé durant la période de KAKO, l'un des grands agriculteurs. Son grand-père était Backer Philippe, affranchi et chef de la 7e compagnie de l'armée Indigène dirigeant la section Est de Mirebalais)
- Général Léon Cantave (1910-1968), président d’Haïti d'avril à mai 1957
- Makenson Gletty, athlète français